# لیک آلمور غربی (کالیفرنیا)
لیک آلمور غربی (به انگلیسی: Lake Almanor West) یک منطقهٔ مسکونی در ایالات متحده آمریکا است که در شهرستان پلوماس، کالیفرنیا واقع شده‌است. لیک آلمور غربی ۵٫۹۲۰ کیلومتر مربع مساحت و ۲۷۰ نفر جمعیت دارد.